# بولین، ویکتوریا
بولین (به انگلیسی: Bulleen) یک حومه شهر در استرالیا است که در ملبورن واقع شده‌است.